# تشارلز الكسندر (لاعب كريكت)
تشارلز الكسندر (بالإنجليزية: Charles Alexander)‏ (25 ديسمبر 1839 - 22 يناير 1917) هو لاعب كريكت بريطاني (وحمل سابقاً جنسية المملكة المتحدة لبريطانيا العظمى وأيرلندا).

## وصلات خارجية
- تشارلز الكسندر (لاعب كريكت) على موقع إي آس بي آن كريك إنفو (الإنجليزية)